# Circunscripción electoral de Austria

La circunscripción de Austria en rojo dentro de la Unión Europea (en azul). Coincide con sus fronteras nacionales.

El territorio de Austria es una circunscripción electoral para las elecciones al Parlamento Europeo y la única en dicho Estado. Se vota a listas cerradas y bloqueadas. El escrutinio y reparto de las elecciones en la circunscripción se efectúa mediante el método D'Hondt.
Como Austria se adhirió a la Unión Europea el 1 de enero de 1995, no participó en las tres primeras elecciones europeas de 1987, 1989 y 1994. Sí tuvo una elección en 1996, siendo esta para incluir 21 representantes austriacos a la IV legislatura del Parlamento Europeo.

## Parlamento Europeo

### Diputados obtenidos por candidatura (1996-2024)
| Candidatura   | Candidatura   | 1996 | 1999 | 2004 | 2009 | 2011 | 2014 | 2019 | 2024 |
| ------------- | ------------- | ---- | ---- | ---- | ---- | ---- | ---- | ---- | ---- |
|               | FPÖ           | 6    | 5    | 1    | 2    | 2    | 4    | 3    | 6    |
|               | ÖVP           | 7    | 7    | 6    | 6    | 6    | 5    | 7    | 5    |
|               | SPÖ           | 6    | 7    | 7    | 4    | 5    | 5    | 5    | 5    |
|               | GRÜNE         | 1    | 2    | 2    | 2    | 2    | 3    | 3    | 2    |
|               | NEOS          | ―    | ―    | ―    | ―    | ―    | 1    | 1    | 2    |
|               | BZÖ           | —    | —    | —    | 0    | 1    | 0    | —    | —    |
|               | MARTIN        | —    | —    | 2    | 3    | 3    | —    | —    | —    |
|               | LIF           | 1    | 0    | —    | —    | —    | —    | —    | —    |
| Eurodiputados | Eurodiputados | 21   | 21   | 18   | 17   | 19   | 18   | 20   | 21   |